# Giambologna
Giambologna és el pseudònim de Jean de Boulogne o Giovanni Bologna (Douai, 1529 - Florència, 1608); fou un escultor flamenc, actiu a Itàlia, en particular a Florència.

## Inicis
Nascut a Douai, a Flandes, el 1529, va dur a terme el seu aprenentatge en el taller de l'escultor Jean Dubroeucq, amb qui va col·laborar en el cor de la col·legiata de Santa Waudrau a Mons (actualment a Bèlgica).
Aquesta primera fase de la seva educació artística és poc coneguda pels seus biògrafs, que atribueixen, però, gran importància a l'estada a Roma de Giambologna, on va arribar el 1550 per estudiar les antigues estàtues de les col·leccions privades i obres modernes, en particular les de Miquel Àngel.
A Roma, hi romangué només un parell d'anys; va passar gran part d'aquest temps realitzant nombrosos models en fang i cera. Un d'aquests el presentarà a Miquel Àngel, el qual va mortificar l'escultor flamenc, aixafant la seva obra.
Aquesta anècdota, veritable o suposada, no es pot considerar totalment infundada, ja que a més de revelar un hàbit en la producció de Giambologna des de la seva creació (l'esbós de models en lloc de la més estesa pràctica del dibuix en el disseny de les obres) posa de manifest el que serà un component essencial en el desenvolupament de la seva relació amb el gran mestre florentí.
Potser no va conèixer mai en persona Miquel Àngel, però el seu art el va impressionar prou com per emular-lo i intentar superar els seus models.
En les seves obres, hi ha una forta propensió a la tensió dinàmica de les figures, clarament inspirada en Miquel Àngel. Giambologna, però, es va convertir en el més important escultor manierista a Florència per l'originalitat de la seva producció, plena d'estàtues de marbre i estàtues de bronze de grans i petites dimensions que van ser capaces de captar el gust i reconeixement d'exigents clients, com eren els membres de la cort del Gran ducat dels Mèdici.

## Primer període florentí

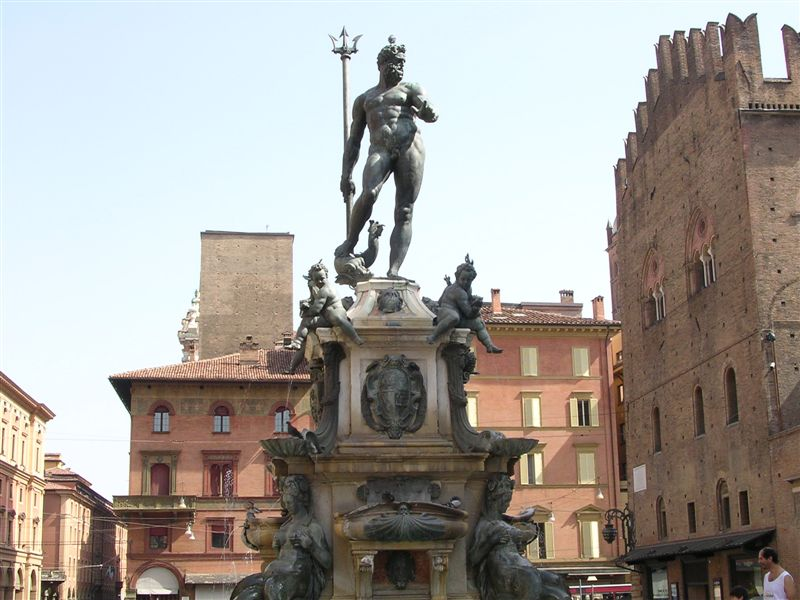
Giambologna. Font de Neptú. Bolonya

Giambologna es va traslladar a Florència el 1552, i trobà allotjament i protecció a casa de Bernardo Vecchietti, home culte, molt refinat i gran col·leccionista, per al qual realitza les seves primeres obres florentines, entre aquestes una Venus de marbre perduda, de la qual es conserva una en bronze al Museu Nazionale del Bargello.
L'amistat de Giambologna amb el noble florentí va ser decisiva per a l'escultor, ja que el va introduir a la cort dels Mèdici, i li presentà el futur Gran duc Francesc I de Mèdici.
El seu ascens va ser força lent, perquè en el moment de la seva arribada a la ciutat altres artistes gaudien de la protecció de la noblesa, com Baccio Bandinelli, protegit de Cosme I i de la seva esposa Eleonora de Toledo, i Benvenuto Cellini, que estava vivint el seu període de màxima glòria en acabar el 1554 el seu Perseu, sota les arcades de la Loggia della Signoria.
Inicialment, Giambologna es va haver de conformar amb encàrrecs de segona classe; el 1559, talla l'emblema dels Mèdici a l'escala del Palagio di Parte Guelfa, que Giorgio Vasari estava renovant en aquest moment i, l'any següent, va crear un relleu en alabastre destinat al príncep Francesc I de Mèdici, que representa l'Al·legora de Francesc I, actualment conservat al Museu del Prado a Madrid.
Es remunta a 1560 el Bacus del Bargello, el primer conjunt monumental de bronze de l'artista i, en el mateix any, va prendre part en el concurs per a la font de Neptú a la Piazza della Signoria, encarregada per Cosme I, i realitzada per Bartolomeo Ammannati, encara que conscient de tenir poques possibilitats de guanyar, Giambologna sabia que era una excel·lent oportunitat per a posar en relleu les seves capacitats i, de fet, el model va ser jutjat molt positivament.
Poc després, va rebre el prestigiós encàrrec de Francesc I, el grup de marbre amb Samsó i el filisteu. L'obra recull clarament els models de Miquel Àngel en la tensió dinàmica de les figures en la lluita i la pluralitat de punts de vista oferts per l'escultura, però també mostra la seva forta tendència al naturalisme, sobretot en la representació d'animals, com els del balcó del Bargello, entre els quals podem veure un gall d'indi i un mussol. Després d'aquest encàrrec prestigiós de Francesc I, realitzà el grup de marbre amb Samsó i el filisteu, que en la dècada dels setanta es va traslladar al pati del Casino di San Marco i es col·loca en una font amb un pedestal en què es trobaven alguns micos de bronze (un dels quals es conserva al Louvre de París). Té clarament influència de Miquel Àngel en la tensió dinàmica de les figures en la lluita i la pluralitat de punts de vista oferts per l'escultura, però també mostra la seva forta tendència al naturalisme, cosa que es veu en la representació d'animals, com els que Bargello refereix a Verona, entre els quals podem veure un gall d'indi i un mussol de la cova de la vil·la Mèdici di Castello.
Giambologna, el 1563, va ser cridat a Bolonya per realitzar la figura del déu Neptú de la font monumental de la Piazza Major, dissenyada pel sicilià Tommaso Laureti i que formava part del programa de renovació urbana per a la ciutat del papa Pius IV. L'estàtua descansa sobre una alta base que augmenta l'impuls i el dinamisme donats al déu per l'escultor, que el representa amb una mà en un gest solemne de l'autoritat.
Tornat a Florència el 1565, Giambologna rebé instruccions per fer una escultura com a part dels preparatius de la boda entre Francesc I de Mèdici i Joana d'Àustria, el grup que representa la Victòria de Florència sobre Pisa es trobava en el saló del Cinquecento, en el Palazzo Vecchio i finalment va ser traslladat al Museu Nazionale del Bargello, on és avui dia. Després, li van encarregar de fer una estàtua de bronze d'un acte de coronació de la font que havia quedat incompleta per Tribolo, que va morir el 1550, al jardí de la vil·la Mèdici La Petraia, l'anomenada Venus Florència (1570-71); més o menys al mateix temps, Giambologna completa una altra font que Tribolo va deixar inconclusa als jardins de Boboli, amb una enorme peça de marbre amb la qual esculpeix l'estàtua d'Oceà (1572-76), que té molts punts de contacte amb el déu Neptú de Bolonya; a continuació, realitza la Venus tallada a la petita font al centre de la cova de Buontalenti (1575) i, finalment, el 1582, va fer el petit bronze Morgante a cavall d'un monstre marí, per a la font del jardí penjant de la Loggia della Signoria.

## ElMercuri volant

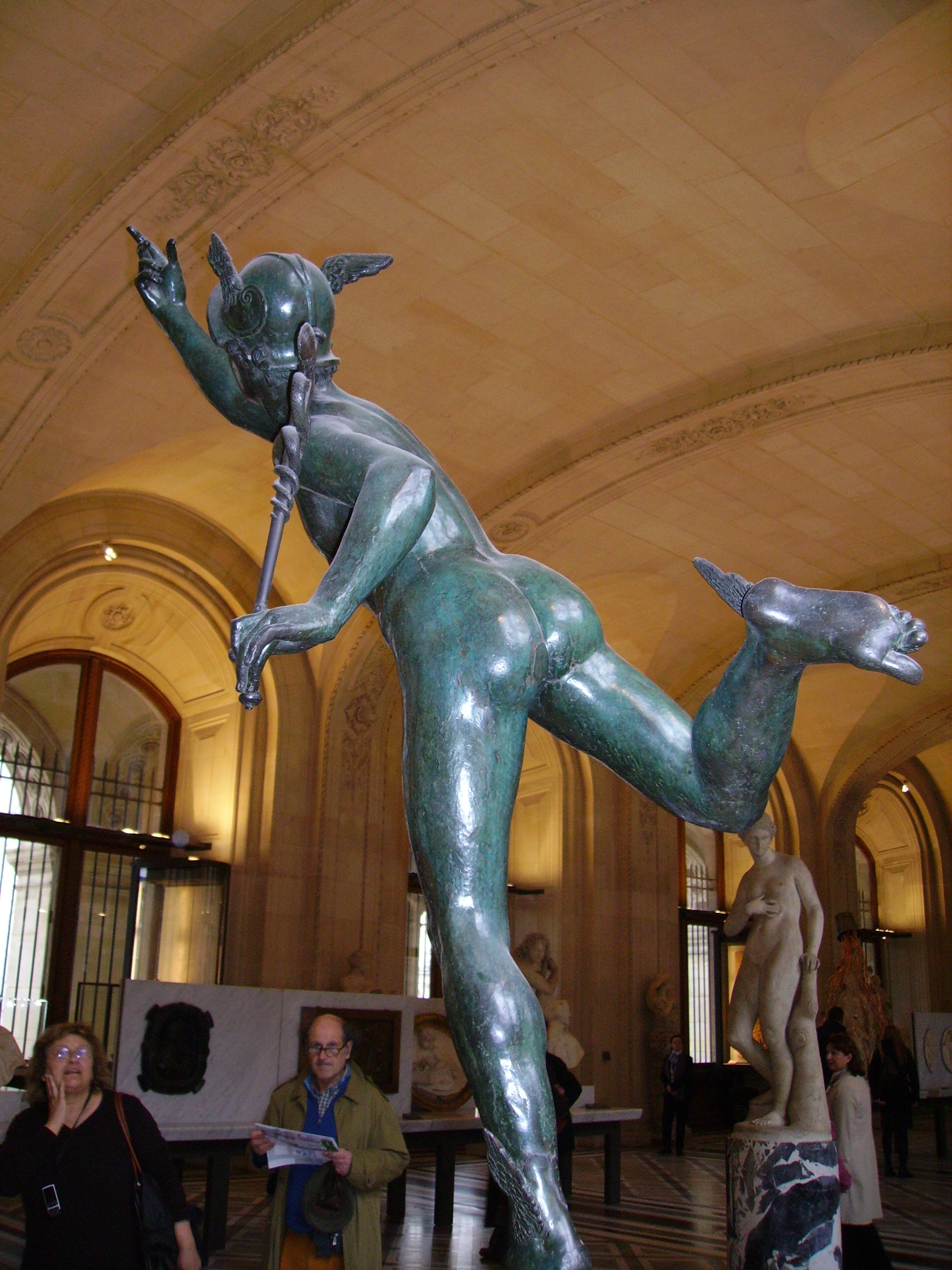
Giambologna: Mercuri volant

Mentre estava treballant en la font de la plaça Major, el delegat papal Cesi encarrega una estàtua a Giambologna per ser col·locada en el pati del'Archiginnasio, seu de la Universitat de Bolonya, que havia de representar el déu Mercuri amb l'índex cap al cel, un símbol de coneixement diví, que hauria servit com una advertència a tots els estudiants.
El projecte mai va ser portat a terme, però Giambologna desenvolupa un model conservat al Museu Cívic de Bolonya, que és només el primer de molts bronzes amb el mateix tema realitzat per l'artista, que s'anomena precisament Mercuri volant. L'escultor, més tard, va convertir Mercuri en una estàtua molt més dinàmica i a punt per enlairar-se, cosa que suposa una llibertat de moviment i de lleugeresa mai vista.

## Les obres mestres de la maduresa

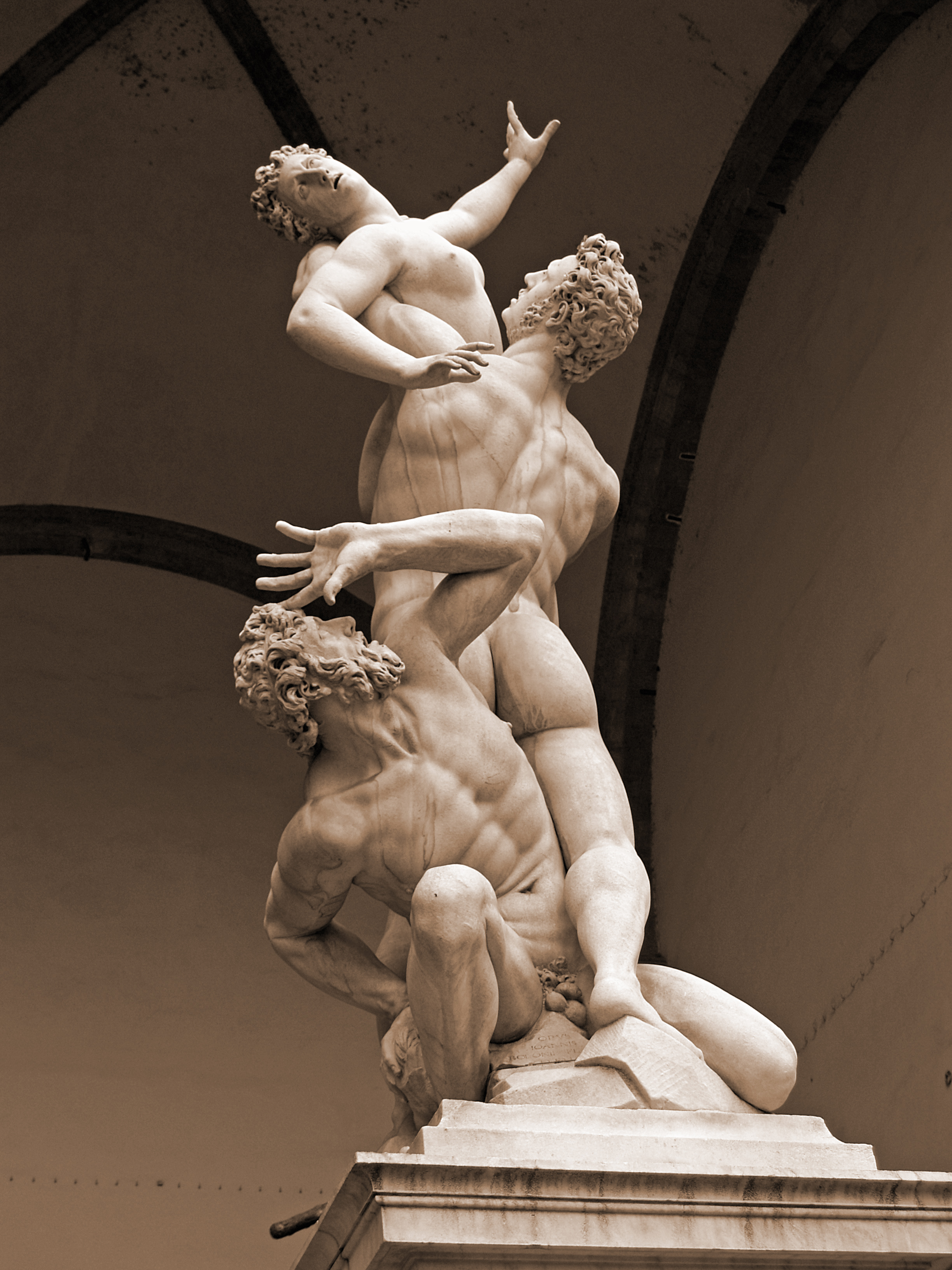
Giambologna:
El rapte de les sabines

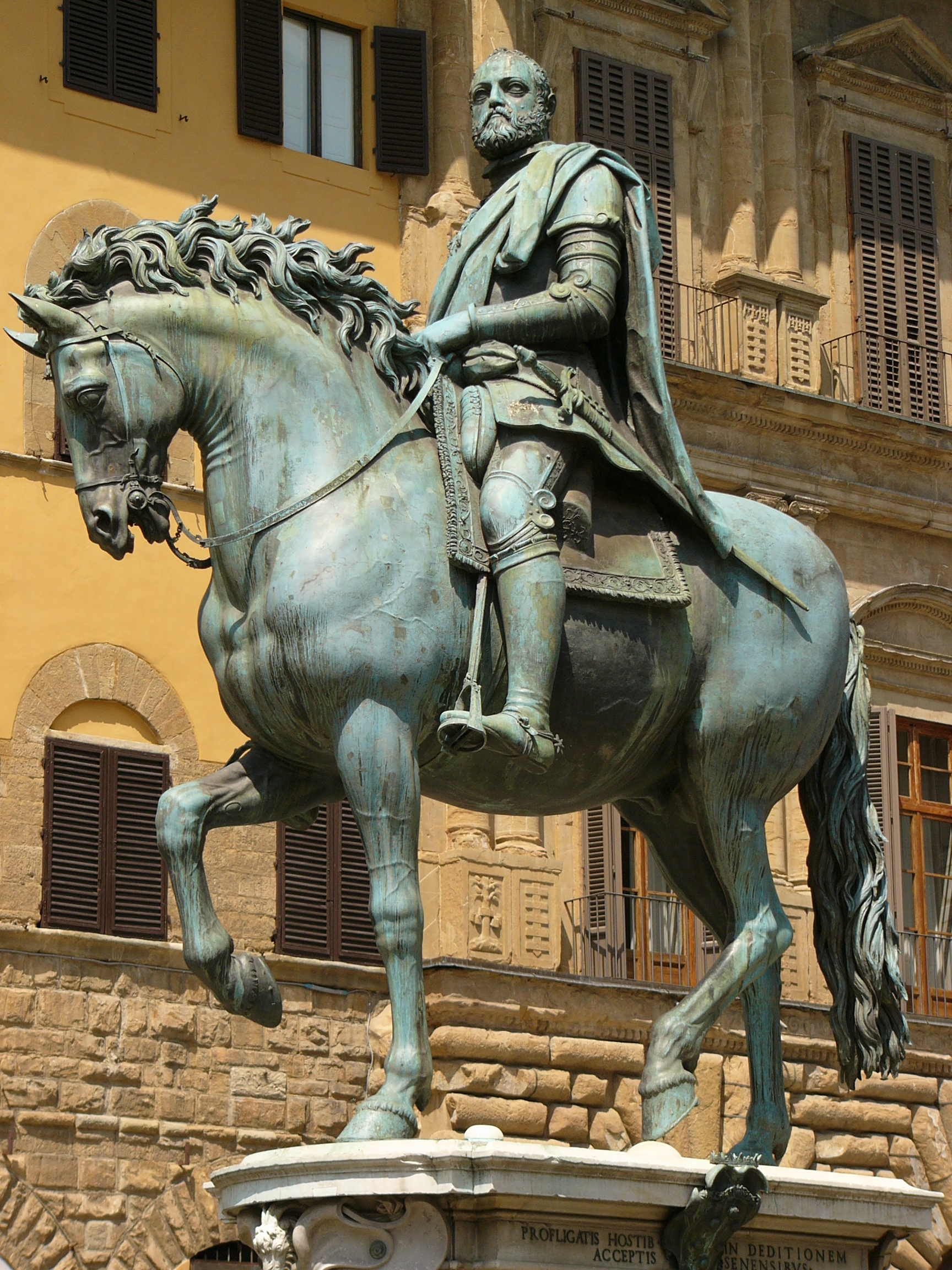
Giambologna: Monument eqüestre a Cosme I

L'obra més famosa de Giambologna a Florència és El rapte de les sabines (1583), que encara està sota els arcs de la Loggia della Signoria, enfront del grup de marbre d'Hèrcules i el centaure Nessus (1594-1600).
En els últims anys de la seva carrera, l'escultor es troba en la complexa construcció dels monuments eqüestres, sempre considerada com una de les tipologies mitjançant la qual l'escultor pot mostrar el seu talent.
L'estàtua eqüestre de Cosme I es va dur a terme entre 1587 i 1599 per encàrrec del seu fill Ferran I; el vell escultor trigarà dotze anys a completar el treball, incloent-hi els baixos relleus de la base que celebren les obres del Gran duc, però al final el treball va rebre un gran èxit, tant és així que el 1602 va començar a treballar amb l'estàtua eqüestre de Ferdinand I a la Piazza della Santissima Annunziata, el 1608.